# چارلی وبر
شارلی وبر (انگلیسی: Charlie Weber؛ زادهٔ ۲۰ سپتامبر ۱۹۷۸) یک هنرپیشه اهل ایالات متحده آمریکا است.
او در فیلم مکیدن خون‌آشام بازی کرده‌است.